# Sphaeropoeus malaccanus
Sphaeropoeus malaccanus är en mångfotingart som beskrevs av Karl Wilhelm Verhoeff 1914. Sphaeropoeus malaccanus ingår i släktet Sphaeropoeus och familjen Zephroniidae. Inga underarter finns listade i Catalogue of Life.